# Benjamin Rowland
Benjamin Rowland (* 2. Dezember 1904 in Overbrook, Pennsylvania; † 3. Oktober 1972 in Cambridge, Massachusetts) war ein US-amerikanischer Kunsthistoriker, spezialisiert auf die Kunst Südasiens. Er war Professor an der Harvard University.

## Leben
Rowland studierte an der Harvard University mit dem Bachelorabschluss 1928 und der Promotion in Kunstgeschichte bei Chandler Rathfon Post 1930. Thema der Dissertation, die 1932 veröffentlicht wurde, war der katalanische Maler Jaume Huguet. Ab 1930 war er Tutor in Harvard und wandte sich asiatischer Kunst zu, wozu er Japanisch und Chinesisch lernte. 1932/33 unternahm er eine Studienreise nach Tokio und Kyoto, Peking und Indien (New Delhi) und 1936/37 nach Indien, Afghanistan, Pakistan und Ceylon um buddhistische Wandgemälde zu studieren. Seine Untersuchung des hellenistisch-römischen Einflusses auf buddhistische Skulpturen (siehe Gandhara) begründeten seinen Ruf als Kunsthistoriker. 1941 wurde er Associate Professor in Harvard und 1950 Professor als Nachfolger von Langdon Warner, ab 1960 als Gleason Professor of Fine Arts. Im Zweiten Weltkrieg war er Nachrichtenoffizier der US Navy in Washington D. C. Außer seiner Professur war er Kurator der asiatischen Sammlung im Fogg Art Museum. Er hielt nicht nur über sein Spezialgebiet östliches Indien Vorlesungen, sondern auch zum Beispiel über amerikanische Kunst. 1955 wurde er in die American Academy of Arts and Sciences gewählt.
Er malte Aquarelle, die er auch öffentlich in verschiedenen Galerien ausstellte. Er sammelte südasiatische Kunst und vermachte die Sammlung dem Victoria and Albert Museum in London.
Er war mit dem Kurator für indische Kunst am Boston Museum of Fine Arts Ananda Coomaraswamy befreundet, der ihn Anfang der 1930er Jahre in indische Kunst einführte.

## Schriften
- Zentralasien (Kunst der Welt). Holle Verlag, Baden-Baden 1970
- The Wall-Paintings of India, Central Asia & Ceylon. A Comparative Study, Boston: Merrymount Press 1938 (Vorwort Coomaraswamy)
- The Art and Architecture of India: Buddhist, Hindu, Jain. Pelican History of Art, Penguin Books 1953
- Art in East and West: an introduction through comparisons, Harvard University Press 1954
- The Classical Tradition in Western Art, Harvard University Press, 1963
- Huguet: A Study of Late Gothic Painting in Catalonia. Harvard University Press, 1932